# Wiener Neustädter Kanal
Wiener Neustädter Kanal är en kanal i Österrike.   Den ligger i förbundslandet Niederösterreich, i den östra delen av landet, 14 km söder om huvudstaden Wien.
Runt Wiener Neustädter Kanal är det i huvudsak tätbebyggt. Runt Wiener Neustädter Kanal är det tätbefolkat, med 383 invånare per kvadratkilometer.